# Lijst van voetbalinterlands Argentinië - Brazilië (vrouwen)
Deze lijst van voetbalinterlands is een overzicht van alle officiële voetbalinterlands tussen de nationale vrouwenteams van Argentinië en Brazilië. De landen hebben tot nu toe 21 keer tegen elkaar gespeeld. 

## Wedstrijden
| №  | Plaats         | Datum             | Competitie                   | Wedstrijd             | Uitslag            |
| -- | -------------- | ----------------- | ---------------------------- | --------------------- | ------------------ |
| 1  | Uberlândia     | 14 januari 1995   | Sudamericano Femenino 1995   | Brazilië − Argentinië | 8 − 0              |
| 2  | Uberlândia     | 22 januari 1995   | Sudamericano Femenino 1995   | Brazilië − Argentinië | 2 − 0              |
| 3  | Uberlândia     | 11 april 1995     | Vriendschappelijk            | Brazilië − Argentinië | 4 − 1              |
| 4  | Mar del Plata  | 15 maart 1998     | Sudamericano Femenino 1998   | Argentinië − Brazilië | 1 − 7              |
| 5  | Lima           | 23 april 2003     | Sudamericano Femenino 2003   | Brazilië − Argentinië | 3 − 2              |
| 6  | Santo Domingo  | 11 augustus 2003  | Pan-Amerikaanse Spelen 2003  | Brazilië − Argentinië | 2 − 1              |
| 7  | Mar del Plata  | 26 november 2006  | Sudamericano Femenino 2006   | Argentinië − Brazilië | 2 − 0              |
| 8  | Latacunga      | 17 november 2010  | Sudamericano Femenino 2010   | Brazilië − Argentinië | 4 − 0              |
| 9  | Guadalajara    | 18 oktober 2011   | Pan-Amerikaanse Spelen 2011  | Argentinië − Brazilië | 0 − 2              |
| 10 | La Florida     | 14 maart 2014     | Zuid-Amerikaanse Spelen 2014 | Brazilië − Argentinië | 0 − 0 (n.p. 3 - 5) |
| 11 | Azogues        | 20 september 2014 | Copa América 2014            | Brazilië − Argentinië | 0 − 2              |
| 12 | Sangolquí      | 26 september 2014 | Copa América 2014            | Brazilië − Argentinië | 6 − 0              |
| 13 | Brasilia       | 10 december 2014  | Vriendschappelijk            | Brazilië − Argentinië | 4 − 0              |
| 14 | Coquimbo       | 5 april 2018      | Copa América 2018            | Brazilië − Argentinië | 3 − 1              |
| 15 | La Serena      | 19 april 2018     | Copa América 2018            | Brazilië − Argentinië | 3 − 0              |
| 16 | São Paulo      | 27 augustus 2019  | Vriendschappelijk            | Brazilië − Argentinië | 5 − 0              |
| 17 | Orlando        | 18 februari 2021  | SheBelieves Cup 2021         | Brazilië − Argentinië | 4 − 1              |
| 18 | João Pessoa    | 17 september 2021 | Vriendschappelijk            | Brazilië − Argentinië | 3 − 1              |
| 19 | Campina Grande | 20 september 2021 | Vriendschappelijk            | Brazilië − Argentinië | 4 − 1              |
| 20 | Armenia        | 9 juli 2022       | Copa América 2022            | Brazilië − Argentinië | 4 − 0              |
| 21 | Los Angeles    | 2 maart 2024      | CONCACAF W Gold Cup 2024     | Brazilië − Argentinië | 5 − 1              |

## Samenvatting
| Competitie                           | Totaal gespeeld | Winst Argentinië | Gelijk | Winst Brazilië | Doelsaldo Argentinië – Brazilië |
| ------------------------------------ | --------------- | ---------------- | ------ | -------------- | ------------------------------- |
| Sudamericano Femenino / Copa América | 11              | 2                | 0      | 9              | 8 − 40                          |
| CONCACAF W Gold Cup                  | 1               | 0                | 0      | 1              | 1 − 5                           |
| Pan-Amerikaanse Spelen               | 2               | 0                | 0      | 2              | 1 − 4                           |
| Zuid-Amerikaanse Spelen              | 1               | 0                | 1      | 0              | 0 − 0                           |
| SheBelieves Cup                      | 1               | 0                | 0      | 1              | 1 − 4                           |
| Vriendschappelijk                    | 5               | 0                | 0      | 5              | 3 − 20                          |
| Totaal                               | 21              | 2                | 1      | 18             | 14 − 73                         |